# Orsócsonti csuklóhajlító izom

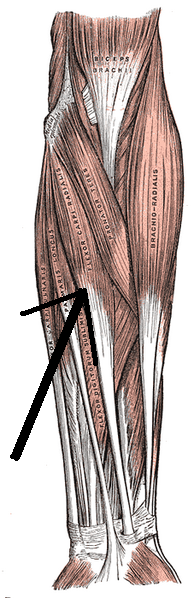
Az alkar izmai tenyér nézetből (a nyíl mutatja az orsócsonti csuklóhajlító izmot)

Az orsócsonti csuklóhajlító izom (latinul musculus flexor carpi radialis) az ember alkarján található.

## Eredés, tapadás, elhelyezkedés
A felkarcsont (humerus) belső könyökdudoráról (Epicondylus medialis humeri) ered majd végig futva az alkaron a II. kézközépcsont (metacarpus) alapján tapad.

## Funkció
A könyökízület hajlítóizma (flexio), a tenyér hajlítóizma (palmarflexio) és a törzstől távolítja a csuklót (abductio).

## Beidegzés, vérellátás
A nervus medianus idegzi be és az arteria ulnaris látja el vérrel.